# Аветисян, Самвел Арцрунович
Самвел Арцрунович Аветисян (арм. Սամվել Արծրունու Ավետիսյան; род. 21 августа 1965, Ереван) — армянский врач, профессор Ереванского государственного медицинского университета, государственный деятель непризнанной Нагорно-Карабахской Республики (НКР), министр здравоохранения НКР (2022—2023).

## Биография
Родился 21 августа 1965 года в Ереване, Армянская ССР, СССР. В 1982 году закончил среднюю школу № 152 в Ереване.
В 1983—1989 годах обучался на лечебном факультете Ереванского государственного медицинского университета (ЕГМУ).
В 1989—1990 годах работал субординатором в городской больнице скорой помощи в Ереване.
С 1991 года работал в ЕГМУ на кафедре патологической физиологии: сначала старшим лаборантом, потом ассистентом, с 2000 года — доцентом, а с 2005 года по 2011 год и с ноября 2016 года — заведующим кафедрой.
В 1999 году защитил диссертацию на соискание учёной степени кандидата медицинских наук. В 2003 году получил учёное звание доцента.
В 2000—2002 годах работал в ЕГМУ помощником руководителя по учебной и производственной практике, в 2002—2006 годах — деканом иностранных студентов, в 2007—2008 годах — заместителем декана факультета общей медицины, в 2010—2011 годах — деканом факультета общей медицины, в 2011 году и с 2012 года по ноябрь 2016 года — проректором по учебной работе, в июне — ноябрь 2012 году — исполняющим обязанности ректора.
С 2002 года по ноябрь 2016 года являлся членом учёного совета ЕГМУ. С 2007 года состоит в научно-координационном совете ЕГМУ. Также с 2007 года состоит в диссертационном совета 026 по теоретической медицине, с 2011 года является его вице-президентом.
В 2007 году защитил диссертацию на соискание учёной степени доктора медицинских наук. В 2012 году получил учёное звание профессора.
21 декабря 2020 года назначен на должность министра здравоохранения НКР, сменив снятого месяцем ранее Микаела Айрияна. 13 марта 2023 года подал в отставку, объяснив это тем, что без его ведома его должность была предложена другому человеку. 14 марта на его место был назначен Вардан Тадевосян.
Является главным редактором научно-информационного журнала «Медицина, наука и образование» при ЕГМУ. Написал 92 научных и учебно-методических работы.
Состоит в браке, имеет четырёх сыновей.

## Награды
- Медаль Драстамата Канаяна (2012)
- Медаль Андраника Озаняна (2012)
- Медаль Мовсеса Хоренаци (2015)